# František Adam Míča
Pour les articles homonymes, voir Mica (homonymie).
Jan Adam František de Paula Ritter von Míča, né le 11 janvier 1746 à Jarmeritz (royaume de Bohême) et mort le 19 mars 1811 à Lemberg, est un compositeur bohémien.